# برلین: سمفونی یک شهر بزرگ
برلین: سمفونی یک شهر بزرگ (آلمانی: Berlin: Die Sinfonie der Großstadt) فیلمی مستند به کارگردانی والتر روتمان محصول سال ۱۹۲۷ است. به گفته روتمان «فیلم خام فوق حساسی» برای استفاده در این فیلم ساخته شد تا مشکلات نورپردازی را در صحنه‌های شب حل کند.